# Parlamentní volby na Slovensku 2016
| Výsledky                                                                                       | Výsledky   | Výsledky | Výsledky | Výsledky |
| ---------------------------------------------------------------------------------------------- | ---------- | -------- | -------- | -------- |
| strana                                                                                         |            |          |          | %        |
| SMER-SD                                                                                        | SMER-SD    |          | 28,3 %   | 28,3 %   |
| SaS                                                                                            | SaS        |          | 12,1 %   | 12,1 %   |
| OĽaNO                                                                                          | OĽaNO      |          | 11,0 %   | 11,0 %   |
| SNS                                                                                            | SNS        |          | 8,6 %    | 8,6 %    |
| ĽSNS                                                                                           | ĽSNS       |          | 8,0 %    | 8,0 %    |
| Sme rodina                                                                                     | Sme rodina |          | 6,6 %    | 6,6 %    |
| Most-Híd                                                                                       | Most-Híd   |          | 6,5 %    | 6,5 %    |
| #SIEŤ                                                                                          | #SIEŤ      |          | 5,6 %    | 5,6 %    |
| KDH                                                                                            | KDH        |          | 4,9 %    | 4,9 %    |
| SMK                                                                                            | SMK        |          | 4,0 %    | 4,0 %    |
| Strany, která dosáhly aspoň 3,0 %. Podmínkou pro zisk parlamentních mandátů je zisk aspoň 5 %. |            |          |          |          |

Volby do Národní rady Slovenské republiky 2016 se konaly v sobotu 5. března. Poměrným systémem s 5% uzavírací klauzulí bylo voleno všech 150 poslanců Národní rady v jednom volebním obvodě zahrnujícím celé Slovensko. Ve volbách zvítězil SMER-SD, který získal 28,28% a 49 mandátů. Na druhém místě skončila SaS, jež získala 12,10% a 21 mandátů. Na třetím místě skončilo hnutí OĽaNO se ziskem 11,02% a 19 mandátů. Volební účast činila 59,82%.

## Výsledky voleb
V nové NR SR zasedlo celkem 8 politických stran a uskupení. SMER-SD získal 49 mandátů, SaS 21 mandátů, OĽaNO 19 mandátů, SNS 15 mandátů, ĽSNS 14 mandátů, Sme rodina 11 mandátů, Most-Híd 11 mandátů a #SIEŤ 10 mandátů. 

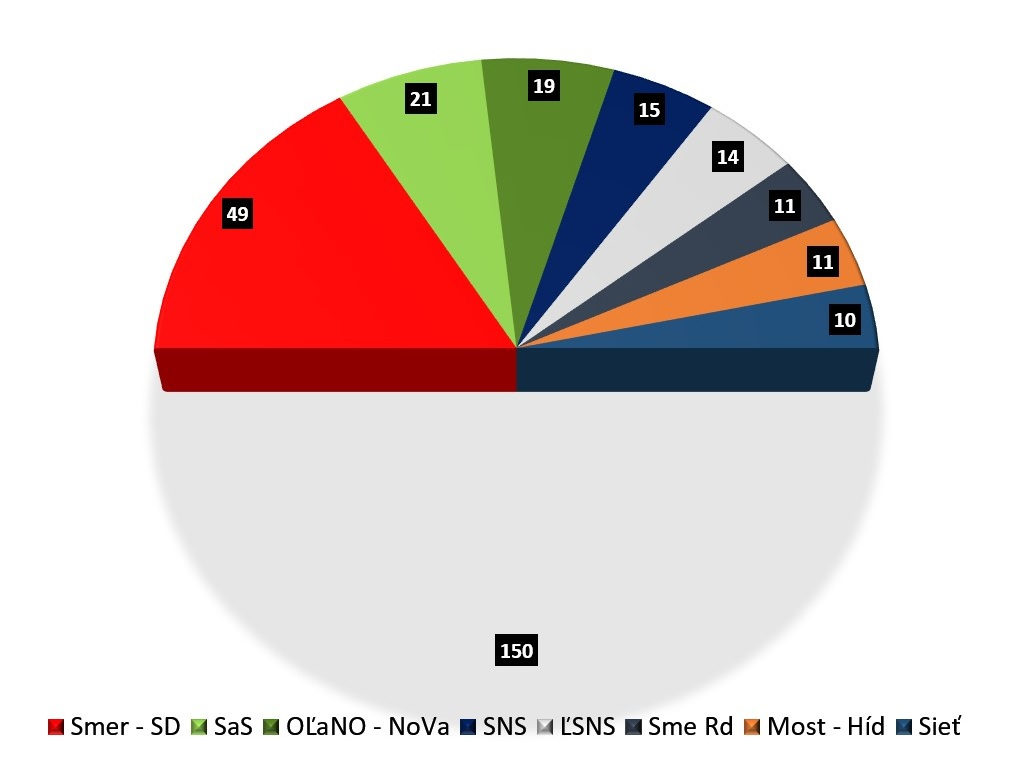
Parlament po volbach.

|                        | SMER-SD      | SaS           | OĽaNO        | SNS          | ĽSNS           | Sme rodina   | Most-Híd    | #SIEŤ              |
| ---------------------- | ------------ | ------------- | ------------ | ------------ | -------------- | ------------ | ----------- | ------------------ |
| Volební lídr           | Robert Fico  | Richard Sulík | Igor Matovič | Andrej Danko | Marian Kotleba | Boris Kollár | Béla Bugár  | Radoslav Procházka |
| Počet hlasů            | 737 481      | 315 558       | 287 611      | 225 386      | 209 779        | 172 860      | 169 593     | 146 205            |
| Podíl                  | 28,28 % ▼    | 12,10 % ▲     | 11,02 % ▲    | 8,64 % ▲     | 8,04 % ▲       | 6,62 % ▬     | 6,50 % ▼    | 5,60 % ▬           |
| Počet mandátů          | 49           | 21            | 19           | 15           | 14             | 11           | 11          | 10                 |
| Předchozí volby (2012) | 44,41 % (83) | 5,88 % (11)   | 8,55 % (16)  | 4,55 % (0)   | 1,58 % (0)     | nová strana  | 6,89 % (13) | nová strana        |

### Podrobné výsledky
| Politický subjekt                                   | Platné hlasy | Platné hlasy | Platné hlasy | Získané mandáty | Získané mandáty | Získané mandáty |
| Politický subjekt                                   | abs.         | podíl (%)    | + / - (%)    | abs.            | podíl (%)       | + / -           |
| --------------------------------------------------- | ------------ | ------------ | ------------ | --------------- | --------------- | --------------- |
| SMER - sociálna demokracia                          | 737 481      | 28,28        | ▼ -16,13     | 49              | 32,7            | ▼ -34           |
| Sloboda a Solidarita                                | 315 558      | 12,10        | ▲ +6,22      | 21              | 14,0            | ▲ +10           |
| OBYČAJNÍ ĽUDIA a nezávislé osobnosti (OĽANO - NOVA) | 287 611      | 11,02        | ▲ +2,47      | 19              | 12,7            | ▲ +3            |
| Slovenská národná strana                            | 225 386      | 8,64         | ▲ +4,09      | 15              | 10,0            | ▲ +15           |
| Kotleba – Ľudová strana Naše Slovensko              | 209 779      | 8,04         | ▲ +6,46      | 14              | 9,3             | ▲ +14           |
| SME RODINA - Boris Kollár                           | 172 860      | 6,62         | ▲ nová       | 11              | 7,3             | ▲ +11           |
| Most-Híd                                            | 169 593      | 6,50         | ▼ -0,39      | 11              | 7,3             | ▼ -2            |
| #SIEŤ                                               | 146 205      | 5,60         | ▲ nová       | 10              | 6,7             | ▲ +10           |
| Kresťanskodemokratické hnutie                       | 128 908      | 4,94         | ▼ -3,88      | 0               | 0,0             | ▼ -16           |
| Strana maďarskej komunity – Magyar Közösség Pártja  | 105 495      | 4,04         | ▼ -0,24      | 0               | 0,0             | -               |
| další strany                                        | >30 000      | >1,00        | -            | -               | -               | -               |

## Kandidující politické subjekty
Seznam kandidujících stran, hnutí a koalic s vylosovanými pořadovými čísly:
1. Strana TIP (TIP)
2. Strana moderného Slovenska (SMS)
3. OBYČAJNÍ ĽUDIA a nezávislé osobnosti — NOVA (OĽaNO - NOVA)
4. Demokrati Slovenska - Ľudo Kaník (DS - Ľudo Kaník)
5. ŠANCA (ŠANCA)
6. SME RODINA - Boris Kollár (Sme rodina)
7. Strana zelených Slovenska (SZS)
8. KOALÍCIA SPOLOČNE ZA SLOVENSKO
9. Maďarská kresťanskodemokratická aliancia (MKDA)
10. VZDOR – strana práce (VZDOR)
11. Most-Híd (Most-Híd)
12. Slovenská národná strana (SNS)
13. Odvaha - Veľká národná a proruská koalícia
14. Komunistická strana Slovenska (KSS)
15. Slovenská demokratická a kresťanská únia – Demokratická strana (SDKÚ-DS)
16. SMER – sociálna demokracia (SMER-SD)
17. Kresťanskodemokratické hnutie (KDH)
18. Slovenská občianska koalícia (SKOK!)
19. Kotleba - Ľudová strana Naše Slovensko (ĽSNS)
20. #SIEŤ (#SIEŤ)
21. Strana maďarskej komunity – Magyar Közösség Pártja (SMK-MKP)
22. PRIAMA DEMOKRACIA (PD)
23. Sloboda a Solidarita (SaS)

## Předvolební situace
Podle průzkumů volebních preferencí ve volbách měla opětovně zvítězit dosavadní vládnoucí strana SMER-SD dosavadního premiéra Roberta Fica, která ve volbách 2012 získala nadpoloviční většinu křesel v NR SR. S odstupem na druhém místě měla skončit nová strana #SIEŤ, kterou vedl Radoslav Procházka, neúspěšný kandidát z prezidentských voleb 2014. Vzhledem k aktuální rozštěpenosti pravicových stran zůstávalo otázkou, kolik z nich skutečně překročí 5% klauzuli a získá mandáty v parlamentu. Nebylo vyloučeno opakování situace po volbách roku 2010, kdy sice zvítězila strana SMER – sociálna demokracia, ale vládu sestavila středopravicová koalice SDKÚ-DS - SaS - KDH - Most-Híd (vláda Ivety Radičové). Průzkumy rovněž naznačovaly návrat nacionalistické Slovenské národní strany do parlamentu. A podle některých průzkumů měla při očekávané nižší volební účasti šanci na zisk poslaneckých mandátů i maďarská strana SMK-MKP, která byla od voleb 2010 mimo parlament.
|                | SMER-SD     | #SIEŤ           | KDH        | OĽaNO – NOVA          | Most-Híd   | SDKÚ-DS    | SaS        | SNS       | SMK-MKP   |
| -------------- | ----------- | --------------- | ---------- | --------------------- | ---------- | ---------- | ---------- | --------- | --------- |
| NR SR 2012     | 44,41% (83) | nová strana (3) | 8,82% (16) | 8,55% (16)1           | 6,89% (13) | 6,09% (11) | 5,88% (11) | 4,55% (0) | 4,28% (0) |
| EP 2014 (13)   | 24,09% (4)  | nová strana (0) | 13,21% (2) | 7,46% (1)1 6,83% (1)2 | 5,83% (1)  | 7,75% (2)  | 6,66% (1)  | 3,61% (0) | 6,53% (1) |
| prosinec 2015  | 38,4% (69)  | 13,4% (24)      | 7,4% (13)  | 6,4% (11)             | 6,6% (12)  | 2,5% (0)   | 5,3% (10)  | 6,3% (11) | 4,2% (0)  |
| leden 2016 (1) | 37,0% (67)  | 13,2% (24)      | 7,0% (13)  | 6,1% (11)             | 7,0% (13)  | 2,4% (0)   | 5,1% (9)   | 7,2% (13) | 3,9% (0)  |
| leden 2016 (2) | 41,0% (70)  | 13,8% (24)      | 6,0% (10)  | 6,0% (10)             | 8,0% (14)  | 2,0% (0)   | 4,2% (0)   | 7,9% (13) | 5,3% (9)  |
| leden 2016 (3) | 36,3% (66)  | 13,0% (23)      | 7,1% (13)  | 6,4% (11)             | 7,7% (14)  | 1,7% (0)   | 5,5% (10)  | 7,3% (13) | 3,8% (0)  |
| únor 2016      | 34,1% (62)  | 13,7% (25)      | 7,5% (13)  | 6,4% (12)             | 8,0% (14)  | 1,7% (0)   | 5,1% (9)   | 8,1% (15) | 3,6% (0)  |

1: výsledky za stranu OĽaNO.

2: výsledky za koalici NOVA – OKS – KDS.